# Trimecaine
Trimecaine (tên hệ thống (2,4,6-trimethylphenylcarbamoylmethyl) diethylammonium chloride, công thức hóa học C 15 H 25 O 2 CLN) là một hợp chất hữu cơ được sử dụng như một gây tê cục bộ và cardial chống loạn nhịp. Nó là bột tinh thể màu trắng dễ dàng hòa tan trong nước và ethanol. Nó là một thành phần hoạt động trong các sản phẩm có sẵn dưới nhãn hiệu Mesdicain, Mesocain, Mesokain và các sản phẩm khác.

## Lịch sử
Trimecaine có lẽ là một khám phá của Séc (dưới sự đánh giá phức tạp về dược lý và lâm sàng và triển khai thực tế) mặc dù sự chuẩn bị của nó đã được Löfgren xuất bản vào năm 1946.

## Cơ chế tác dụng, dược động học
Giống như các thuốc gây tê cục bộ khác thuộc nhóm amide trimecaine làm giảm tính thấm của màng tế bào, gây khử cực và rút ngắn tiềm năng tác động. Hiệu ứng gây mê bắt đầu sau 15 phút và duy trì 60 phút 90 phút. Nửa đời sinh học của nó là ca. 90 phút. 10% trimecaine được bài tiết dưới dạng không đổi (90% dưới dạng các chất chuyển hóa của nó). Nó đi qua các rào cản hematoencephalic và nhau thai.

## Chỉ định
Trimecaine có hai lĩnh vực ứng dụng chính. Đầu tiên là gây tê cục bộ (tại chỗ, tiêm tĩnh mạch, niêm mạc tại chỗ và đường hô hấp, cột sống và tĩnh mạch của Bier). Nó được sử dụng ở nồng độ 0,4 đến 4%, trong một số trường hợp (ví dụ như trong nha khoa) trong hỗn hợp với adrenaline. Các lĩnh vực khác là điều trị dự phòng và điều trị chứng loạn nhịp thất trên nhồi máu cơ tim và trong phẫu thuật tim mạch. Nó cũng được sử dụng để dự phòng phản ứng giao cảm trong khi đặt nội khí quản.

## Chống chỉ định
Trimecaine không được sử dụng khi quá mẫn cảm với thuốc gây mê amide, hạ kali máu, hạ huyết áp, khuyết tật dẫn truyền tim, vô tâm thu, sốc tim và tăng thân nhiệt ác tính trong anamnesis.

## Tác dụng phụ
Hiếm khi phản ứng dị ứng có thể xảy ra (từ các triệu chứng ở da hoặc niêm mạc đến sốc phản vệ). Tại sử dụng quá liều một phản ứng toxical phát sinh - kích thích, kích động, dishevelment, khiếm khuyết thị giác, ù trong tai, cơ bắp hồi hộp đến run, trong những trường hợp nặng hơn buồn ngủ, giảm phản xạ, thở khiếm khuyết để ngưng thở, co giật.